# Strzałków (województwo łódzkie)
Strzałków – wieś w Polsce położona w województwie łódzkim, w powiecie radomszczańskim, w gminie Radomsko.
W latach 1975–1998 miejscowość położona była w województwie piotrkowskim.

## Historia
W Strzałkowie mieszkał i tworzył Henryk Siemiradzki.
Ludność na tym obszarze pojawiła się w neolicie. Kolejne informacje o osadnictwie pochodzą z wczesnego średniowiecza, zaś dalszy rozwój nastąpił pod koniec tej epoki. Wieś rozłożyła się poniżej dworu i kościoła, wokół zbiornika wodnego i tzw. nawsia.
Pierwsza pisana informacja o miejscowości pochodzi z 1367 r. Do 1402/3 r. należała do Jana z Tęczyna, kasztelana krakowskiego, zaś w 1404 r. wieś zakupił Leonard zw. Strzałkowskim herbu Poraj, któremu miejscowa legenda przypisuje udział w wojnie polsko-krzyżackiej (1409–1411), i który w 1411 r. ufundował pierwszy (drewniany kościół) i utworzył prebendę stanowiącą uposażenie dostojników kościelnych pieczętujących się herbem Poraj. Na prebendę strzałkowską składały się wówczas następujące dobra ziemskie: wieś i folwark Strzałków, połowa wsi Szczepocice oraz sołectwo we wsi królewskiej Orzechów wraz z młynem. W samym Strzałkowie znajdował się dwór, do którego od tej pory na odpoczynek przyjeżdżali hierarchowie kościelni.
Kolejny, murowany kościół w II połowie XVI w. wzniósł ówczesny prebendarz strzałkowski, kanonik gnieźnieński Marcin Rusiecki (odmówił królowi Zygmuntowi Staremu przyjęcia sakry biskupa poznańskiego). W XVII i XVIII w. prebendarzami strzałkowskimi byli m.in.: Jan Bużeński - biskup sufragan gnieźnieński, Stanisław Bużeński – nominat biskup sufragan krakowski, Bonawentura Turski – archidiakon gnieźnieński i kandydat na biskupa sufragana gnieźnieńskiego, Franciszek Antoni Kobielski – biskup ordynariusz kamieniecki i łucki (na Wołyniu) oraz kanclerz dworu królowej, Antoni Wołłowicz – biskup ordynariusz łucki, Feliks Turski – biskup ordynat łucki, krakowski i książę siewierski, a na pocz. XIX w. Grzegorz Zachariaszewicz – biskup sufragan warszawski. Po II rozbiorze Rzeczypospolitej dobra ziemskie zostały upaństwowione przez władze pruskie zaś prebendarze otrzymali ekwiwalent pieniężny wypłacany im aż do 1865 r.
Pomimo że Strzałków był wsią kościelną, jego grunty były dzierżawione różnym rodzinom szlacheckim, wraz z którymi w miejscowym dworze przebywali różni szlacheccy rządcy i ich krewni. Zjawisko to jest zwłaszcza widoczne w XVIII w., kiedy to spotyka się w Strzałkowie osoby ze stanu szlacheckiego należące do następujących rodzin: Borkowskich, Kłosowskich, Mękarskich, Kobielskich, Gawłowskich, Mniszewskich, Zieleńskich, Małachowskich itd.
W okresie pruskiej administracji wprowadzono nowe regulacje z chłopami (mieszkańcami Strzałkowa), zawierając z nimi umowy dożywotnich dzierżaw gruntów, na podstawie których w okresie powstania styczniowego ich potomkowie zostali uwłaszczeni. Odeszło się również od tradycyjnej trójpolówki jako formy uprawy gruntów.
Za Księstwa Warszawskiego powstała szkoła początkowa w Strzałkowie, która istniała zaledwie kilkanaście lat, lecz wznowiła swoją działalność w latach 60. XIX w. Obecny budynek szkolny został wzniesiony w l. 30. XX w.
Od 1809 r. wieś jako część dóbr rządowych, była dzierżawą wieczystą rodziny Rawiczów Biedrzyckich, z których Ksawery Biedrzycki był posłem na sejm w okresie powstania listopadowego, a jego syn Edward członkiem Towarzystwa Rolniczego w Królestwie Polskim. Do klucza strzałkowskiego należały wówczas: Strzałków, Sucha Wieś, Grzebień, Wygoda, część Orzechowa, Szczepocice, Papierniak, folwarki: w Strzałkowie i w Szczepocicach oraz propinacja w Strzałkowie, a także trzy młyny: Wrony, Brylisko i Kamionka. Wg Słownika geograficzno-historycznego, w 1827 r. było we wsi: 54 domy i 360 mieszkańców.
W latach 70. XIX w. w Strzałkowie przebywał pisarz, późniejszy noblista Henryk Sienkiewicz, który był wówczas zaręczony z wnuczką właściciela majątku, Marią Kellerówną.
W 1884 r. majątek zakupił malarz Henryk Siemiradzki, w którym spędzał letnie miesiące i w którym zmarł. Po jego śmierci dobra zakupiła rodzina Kryńskich herbu Przeginia (Stefan Kryński był inżynierem budowy dróg i mostów, pochodzący z rodziny profesorskiej), którzy pozostali właścicielami do wprowadzenia dekretu o reformie rolnej, do 1945 r.
W 1928 r. powstała w Strzałkowie Ochotnicza Straż Pożarna (obecnie będąca w Krajowym Systemie Ratownictwa Gaśniczego).
W 1938 r. zorganizowano lotnisko polowe dla polskich eskadr lotniczych, zaś we wrześniu 1939 r. wojska niemieckie zorganizowały drugie, mniejsze lotnisko.
W 1957 r. we wsi spaliło się 57 budynków.
Mieszkańcami Strzałkowa, którzy zaangażowali się w działalność niepodległościową byli: Józef Pawlikowski – uczestnik powstania listopadowego, Wincenty Pawlikowski – uczestnik powstania styczniowego, Roman Rypson – organizator lokalnych struktur Polskiej Organizacji Wojskowej (POW) w 1918 r., oficer 1 Pułku Ułanów Krechowieckich i dowódca eskadry lotniczej we wrześniu 1939 r., Ksawery Święcicki – syn miejscowego dzierżawcy majątku, legionista i w czasie II wojny światowej dowódca 10 Pułku Dragonów, Bogdan Święcicki - żołnierz Legionów Polskich i Polskich Sił Zbrojnych na Zachodzie, Władysław Pawlikowski – członek POW i uczestnik wojny polsko-bolszewickiej, Stanisław Pawlikowski – uczestnicy wojny polsko-bolszewickiej i żołnierz przedwojennego wywiadu wojskowego, Franciszek Porzeżyński – sekcyjny w strukturach POW, Stanisław Porzeżyński – członek POW i uczestnik wojny polsko-bolszewickiej, Adam Kłodos – członek POW, Franciszek Zawadzki – członek POW, Józef Proszowski – członek POW. We wrześniu 1939 r. zostało powołanych do wojska co najmniej 16 mieszkańców, spośród których 6 zginęło, w tym dwóch w walkach nad Bzurą (Edward i Jakub Proszowscy). Ponadto w czasie II wojny zginęło kilku mieszkańców (podczas masowych egzekucji bądź trafiło do obozu koncentracyjnego) za różnego rodzaju działalność.
W pobliskim kompleksie leśnym zorganizowana została przez Nadleśnictwo Radomsko ścieżka dydaktyczna. W pobliżu dawnej osady leśnej i młynarskiej na Podbrylisku rośnie około 300 letni dąb o obwodzie 450 cm oraz znajduje się kilka leśno-bagiennych użytków ekologicznych.
W miejscowości znajdują się już tylko trzy ponad stuletnie drewniane domy: pierwszy na ul. Konopnickiej 63 z ok. 1900 r., drugi na ul. Konopnickiej 53 z ok. 1900 r. i trzeci na ul. Kopernika 100 (w rejonie szkoły) z ok. 1914 r. Większość starej, drewnianej zabudowy wiejskiej spłonęła w 1957 r., nieliczne jeszcze pozostałe domy rozebrano głównie w latach 80. XX w.
Na obrzeżach miejscowości, na tzw. Dąbrowach, znajduje się datowany na połowę XIX w. cmentarz choleryczny, usytuowany w tzw. okopie szwedzkim.
Ze Strzałkowa pochodzili:
Roman Rypson – ppłk lotnictwa, organizator lokalnych struktur Polskiej Organizacji Wojskowej (POW) w 1918 r., oficer 1 Pułku Ułanów Krechowieckich i dowódca eskadry lotniczej we wrześniu 1939 r.,
Ksawery Święcicki – syn miejscowego dzierżawcy majątku, legionista i w czasie II wojny światowej dowódca 10 Pułku Dragonów.
Często mylnie przypisuje się rodowód strzałkowski Walentemu Lapczyńskiemu, uszlachconemu w czasach Stefana Batorego drukarzowi wojennemu, który pochodził ze Strzałkowca (dzisiejsze Radziechowice I).

## Zabytki
Według rejestru zabytków Narodowego Instytutu Dziedzictwa na listę zabytków wpisane są obiekty:
- kościół parafialny pw. Nawiedzenia NMP, z XVI w., przebudowany w 1750 r. Obiekt zabytkowy, pochodzi z II połowy XVI w., murowany, ceglany, wzniesiony na planie krzyża łacińskiego, o sklepieniu kolebkowo-krzyżowym, rozbudowany w połowie XVIII w., jednonawowy z transeptem i prezbiterium w kształcie trapezu, kryty blachą (pierwotnie dachówką rzymską), bez wież, z sygnaturką, utrzymany w stylu późnobarokowym, pod częścią krypty grobowe dawnych właścicieli majątku. Wewnątrz znajdują się freski aut. Andrzeja Radwańskiego wykonane w l. 40. XVIII w., ze scenami Radosnymi Tajemnic Różańca i przedstawieniem fundatora kościoła. Z obrazów olejnych na uwagę zasługuje zwłaszcza obraz z 1683 r. tzw. Panorama Strzałkowska. Chór muzyczny i ambona wykonane z drewna polichromowanego pochodzą z połowy XVIII w. Pięć ołtarzy pochodzi z okresu od końca XVII w. do połowy XIX w., oraz trzy tablice marmurowe upamiętniające rodzinę Biedrzyckich (z 1873 r.), Henryka Siemiradzkiego (zm. 1902 r.) i Stefana Kryńskiego (zm. 1932 r.). Dzwonnica wolnostojąca. Do 1937 r. obiekt zaniedbany stanowiący własność prywatną, następnie ekspozytura, a od l. 50. odrębna parafia. Kościół wraz z nielicznym drzewostanem objęty jest ochroną konserwatorską.
- park pałacowy, z XVII w., zmiany w XIX/XX w.  o pow. 13,35 ha, założony w XVII w., z kilkoma wytyczonymi w drugiej połowie XIX w. alejami drzew (brzozowa, grabowa, kasztanowa i wielogatunkowa) i dwoma stawami, całość w otoczeniu podworskich gruntów rolnych, tzw. resztówki w postaci 49 ha. Najstarszym drzewem znajdującym się w parku jest lipa drobnolistna potocznie nazywana lipą Siemiradzkiego o obwodzie 7,4 m w wieku ok. 300-350 lat. Pozostałe nieliczne zabytkowe wolnostojące drzewa to: 4 klony, 5 modrzewi, 1 jesion, 1 lipa i 1 dąb. Całość objęta ochroną konserwatorską. Większość drzewostanu uległa zniszczeniu podczas huraganu w 1965 r.

inne obiekty:
- Pałac w Strzałkowie na wzniesieniu, pierwotnie był obiektem drewnianym w stylu staropolskim, obecny murowany, pierwotnie parterowy z dachem wielospadowym, aktualnie dwupiętrowy ze stropodachem, bezstylowy, w przyziemiu z XIX w., nad częścią piwnic stropy kolebkowe, obiekt wielokrotnie przebudowywany (pod koniec XIX w., przed I wojną, w okresie międzywojennym i w l. 60. XX w.), z zachowanym kartuszem herbowym ostatnich właścicieli i kolumnadą od strony ogrodowej, po przejęciu przez państwo w 1945 r. wykorzystywany na potrzeby różnych szkół, głównie o kierunku rolniczym. Obecnie zabezpieczony pustostan. Budynki podworskie (folwarczne), murowane, po II wojnie stanowiły zaplecze dla szkół rolniczych. Obecnie część z nich jest zagospodarowana i zamieszkała.